# Мана (фільм)
«Мана» (рос. «Наваждение») — радянський художній фільм 1989 року, знятий режисером Миколою Стамбулою на студіях «Товариш» й «Мосфільм».

## Сюжет
Боксер Геннадій Стахов приходить до своєї нареченої — десятикласниці Майї, щоб познайомитися з її батьками. Але там зустрічає Ліду, старшу сестру Майї, з якою у нього колись був роман. І тепер успіхи і невдачі боксера у владі старої любові.

## У ролях
- Рімас Моркунас — Геннадій Стахов, майстер спорту по боксу
- Віра Панасенкова — Ліда
- Сергій Гармаш — Василь
- Віктор Степанов — Георгій Васильович Степняк, тренер
- Анатолій Котенєв — Юрій Степняк
- Володимир Мішанін — дід
- Надія Бутирцева — Галина Миколаївна
- Оксана Арбузова — Майка
- Людмила Корюшкіна — бригадирша
- Григорій Аредаков — перший міністр
- Михайло Голубович — другий міністр
- Наталія Коновалова — Сєргєєва
- В. Климачов — епізод
- Андрій Калашников — епізод
- Т. Березко — епізод
- Анна Калініна — епізод
- С. Шевченко — епізод
- І. Новиков — епізод
- Максим Глотов — Смирнов
- С. Спиридонов — епізод
- С. Бернадський — епізод
- В. Петрущенко — епізод
- Є. Ботова — епізод
- А. Устінов — епізод
- Євген Дегтяренко — епізод
- Тетяна Ігнатова — епізод
- Вікторія Єрмольєва — епізод
- Тетяна Полежайкіна — епізод

## Знімальна група
- Режисер — Микола Стамбула
- Сценарист — Ірина Тищенко
- Оператор — Володимир Фастенко
- Композитор — Володимир Лебедєв
- Художники — Раїс Нагаєв, Микола Саушин